# Internet en France

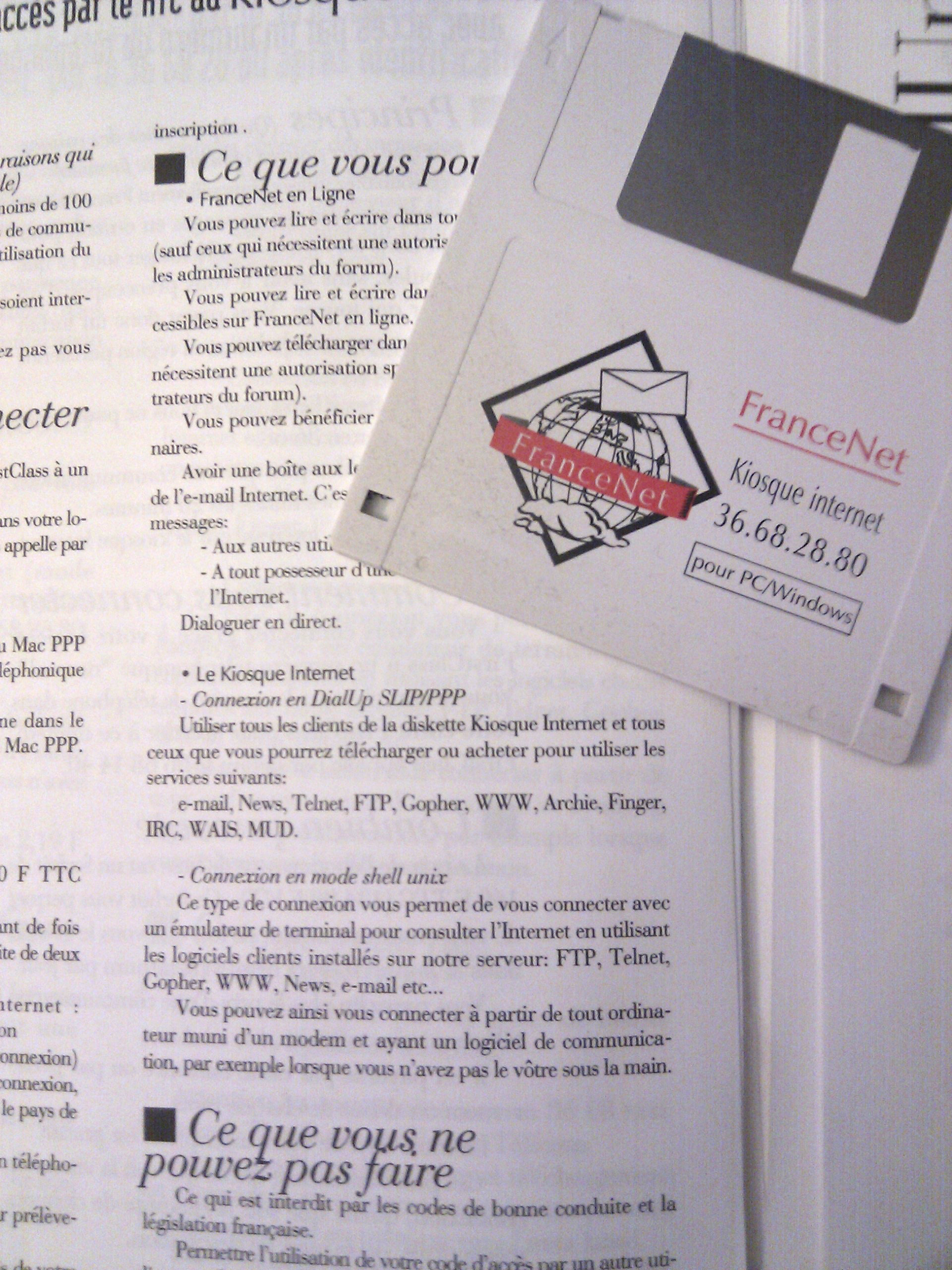
Kit de connexion à FranceNet en 1994.

En France, Internet est utilisé par le grand public depuis 1994, mais n'a réellement connu un essor qu'à partir du milieu des années 2000. Le 31 décembre 2014, la France comptait 26 millions d'abonnements Internet haut et très haut débit sur réseaux fixes. En octobre 2015, 85 % des foyers ont un accès Internet, soit 46 millions d'internautes selon Médiamétrie, tandis que 19,3 % des foyers n’y ont pas accès, soit 5,4 millions de foyers, sur un total de 27,8 millions de foyers).
En 2014, 82 % des Français âgés de 12 ans et plus ont accès à Internet à leur domicile bien que seulement 77 % l'utilisent ; parmi ces 82 %, 78 % se connectent tous les jours, ce qui fait que 64 % des Français de 12 ans et plus se connectent ainsi tous les jours à Internet depuis leur domicile. En 2020, 92,4 % des Français sont des internautes. En 2023, 93% des foyers français ont accès à Internet, ce qui correspond à la moyenne européenne qui varie de 87% en Grèce à 99% au Luxembourg. Toutefois, l'Insee estime aussi qu'en 2021, 15% de la population française est en situation l'illectronisme.

## Accès à Internet en France

### Pénétration
En France, en 2020, la pénétration d'internet est similaire à celle de l'Union européenne.
Les principaux utilisateurs d'internet sont les enfants, les jeunes adultes, les couples avec au moins un enfant, et les cadres.
Les moindres utilisateurs sont les personnes seules, les couples sans enfant, les agriculteurs, les ouvriers et les retraités.
| Pour des raisons techniques, il est temporairement impossible d'afficher le graphique qui aurait dû être présenté ici. |

### Tableau comparatif
Répartition des abonnés Internet à bas, haut et très haut débit sur les réseaux fixes en 2015 et 2024 :
| Type d'accès                           | Nombre d'abonnements (T2 2015) | Évolution 2014-2015 | Nombre d'abonnements (T1 2024) | Évolution 2023-2024      |
| -------------------------------------- | ------------------------------ | ------------------- | ------------------------------ | ------------------------ |
| Bas débit                              | 136 000                        | - 26,7 %            | NC                             | NC                       |
| Haut débit (DSL, câble, satellite…)    | 22,4 millions                  | - 2,8 %             | 7,462 millions                 | - 24 % (- 2,31 millions) |
| Très haut débit (FTTx, DOCSIS, VDSL2…) | 3,8 millions                   | + 62 %              | 24,888 millions                | + 12 % (+ 2,61 millions) |

| Pour des raisons techniques, il est temporairement impossible d'afficher le graphique qui aurait dû être présenté ici. |
| Source - 2017: Arcep                                                                                                   |
| Source Arcep |
| Source 2018-2021: Arcep, Open Data, Indicateurs annuels 1998-2021p                                                     |

| Pour des raisons techniques, il est temporairement impossible d'afficher le graphique qui aurait dû être présenté ici. |

Source

### Les débuts
Accessible initialement à un nombre réduit d'utilisateurs dans un petit nombre d'entreprises et d'universités, l'utilisation de l'Internet par le grand public n'a commencé qu'à partir de 1994[réf. nécessaire] et s'est vraiment démocratisé au début du XXIe siècle par l'apparition de l'ADSL.
Pendant l'été 1988, l'INRIA connecte le réseau NSFNet de Sophia Antipolis à Princeton par une liaison satellite louée à France Telecom et MCI. La liaison est opérationnelle le 8 août 1988 et permet aux chercheurs de l'INRIA d'accéder au réseau américain et aux chercheurs de la NASA de consulter la base de données astronomique basée à Strasbourg. C'est la première fois que les réseaux français sont connectés directement à un réseau en utilisant TCP-IP, le protocole de l'Internet. Cela reste limité à la recherche et l'éducation pour quelques années,.
En 1992, presque simultanément, French Data Network et Altern (par l'intermédiaire du service minitel 3616 ALTERN) ont permis au grand public de se connecter au réseau Internet. L'accès au World Wide Web n'existait pas encore et les services offerts étaient le courrier électronique, les forums de discussion Usenet, l’accès à de nombreuses archives de logiciels et de documentation et l’accès aux machines du réseau Internet.
Le premier véritable fournisseur d'accès grand public fut WorldNet qui ouvrit ses portes en février 1994 lors du Computer Associates Expo. Ensuite, FranceNet lança son service en juin 1994. FranceNet fut fondé par Rafi Haladjian. Ensuite, suivirent dans l'ordre Calvacom, Internet Way et Imaginet.
AOL a connu un grand succès entre 1996 et 2000, grâce à ses CD distribués gratuitement et massivement, puis grâce à des prix intéressants sur le bas débit.

### ADSL
L'usage grand public des réseaux numériques a démarré en France plus tôt que dans les autres pays grâce au Minitel. Celui-ci a longtemps rempli ce rôle de façon satisfaisante pour la grande majorité des utilisateurs, malgré le coût relativement élevé des connexions dû au monopole sur les liaisons téléphoniques. En juin 2009, la France occupait la troisième place du classement européen quant au nombre de foyers connectés à Internet, derrière l'Allemagne (plus peuplée) et le Royaume-Uni.
En mai 1998, le nombre de foyers français connectés à Internet pouvait être estimé à 570 000 (soit 2,4 % des foyers français), contre 270 000 en mai 1997 et 100 000 en mai 1996.
En janvier 2001, 17 % des foyers français étaient connectés à Internet. Fin 2005, ils étaient 40 % et les trois quarts d'entre eux (74 %) étaient abonnés au haut débit.
Il y avait en août 2005 13 241 000 abonnés (contre 8 908 000 en août 2004), dont 7 935 900 abonnements « haut débit ». Parmi les différentes technologies de connexion à haut débit, c'est l'ADSL qui rencontre le plus de succès en 2008 et qui connaît la plus forte croissance : 7 410 000 abonnés haut débit sont connectés par l'ADSL, 520 000 par le câble et les 5 900 restants le sont par fibre optique, BLR, ou autre.
En avril 2007, selon Médiamétrie, plus de la moitié des Français sont des internautes.

### Très haut débit
Mi 2015, la France compte 3,8 millions d'abonnements au très haut débit dont 1,14 million en fibre jusqu’au domicile (FTTH).
Début 2020, la France compte 7,7 millions d'abonnés en FTTH pour 29,9 millions d'abonnés à haut débit.
| Pour des raisons techniques, il est temporairement impossible d'afficher le graphique qui aurait dû être présenté ici. |  | Pour des raisons techniques, il est temporairement impossible d'afficher le graphique qui aurait dû être présenté ici. |
| Source ARIASE, pour la France entre 2014 et 2016.                                                                      |  | |

| Ville                            | Orange     | SFR   | Free                 | Opérateur d'infrastructure |
| -------------------------------- | ---------- | ----- | -------------------- | -------------------------- |
| Abbeville                        | Prévu      |       |                      |                            |
| Aix-en-Provence                  | Oui        |       |                      |                            |
| Amiens                           | Prévu      |       |                      | CityPlay                   |
| Annonay                          | Prévu      |       |                      |                            |
| Asnières-sur-Seine               | Oui        |       |                      |                            |
| Besançon                         | Prévu      |       |                      | Syndicat Mixte Lumière     |
| Blagnac                          | À l'étude  |       |                      |                            |
| Bordeaux                         | Oui        | Prévu |                      |                            |
| Boulogne-Billancourt             | Oui        |       |                      |                            |
| Charleville-Mézières             | Oui        |       |                      |                            |
| Chatillon[Lequel ?]              | Oui        |       |                      |                            |
| Cherbourg-Octeville              |            | Prévu |                      | Manchenumerique            |
| Clichy                           | Oui        |       |                      |                            |
| Gravelines                       | À l'étude  | Oui   |                      | Gravelines Networks        |
| Grenoble                         | Oui        |       |                      |                            |
| Issy-les-Moulineaux              | Oui        |       |                      |                            |
| Levallois-Perret                 | Oui        |       | Oui                  |                            |
| Les Ulis                         |            |       | Oui                  |                            |
| Lille                            | Oui        |       | Prévu                |                            |
| Lyon                             | Oui        | Oui   | Prévu                |                            |
| Malakoff                         | Oui        |       |                      |                            |
| Marseille                        | Oui        | Oui   | Oui                  |                            |
| Metz                             | Oui        |       |                      |                            |
| Montauban                        | À l'étude  |       |                      |                            |
| Montpellier                      | Oui (2012) |       | Oui                  |                            |
| Montrouge                        | Oui        |       |                      |                            |
| Nancy                            |            |       |                      |                            |
| Nantes                           | Oui        | Oui   | À l'étude            |                            |
| Neuilly-sur-Seine                | Oui        |       |                      |                            |
| Nice                             | Oui        |       |                      |                            |
| Nogent-sur-Marne                 | À l'étude  | Oui   |                      |                            |
| Paris                            | Oui        | Oui   | Oui                  |                            |
| Pau                              | Oui        | Oui   |                      |                            |
| Poitiers                         | Oui        |       |                      |                            |
| Rennes                           | Oui (2010) | Prévu | À l'étude            |                            |
| Saint-Lô                         | Oui        | Oui   |                      | Manchenumerique            |
| Sarcelles                        |            |       | Oui                  |                            |
| Strasbourg                       | Prévu      | Prévu | Prévu                |                            |
| Suresnes                         | Oui        |       |                      |                            |
| Toulouse (7500 abonnées en 2012) | Oui        |       | Oui[réf. nécessaire] |                            |
| Valenciennes                     | Oui        |       | Oui                  |                            |
| Villeneuve-la-Garenne            | Oui        |       |                      |                            |
| Villeurbanne                     |            | Oui   | Oui                  |                            |
| Villiers le bel                  |            |       | Oui                  |                            |

En 2012, la société Orange a annoncé le fibrage de nouvelles villes : Montauban et Mulhouse et Schiltigheim, Riom et Saint-Flour.
Cartes sur Google Maps du déploiement FTTH en France :
- Orange, Zones raccordées du site Orange.fr
- Free

## Nombre d'abonnés à Internet
L'Arcep maintient un observatoire sur l'évolution des marchés de gros et de détail, sur les trois axes : bas débit, ADSL, et très haut-débit.
En 2009, d'après les dernières estimations, plus d'un quart des foyers français possèdent un abonnement ADSL.
Pour des raisons techniques, il est temporairement impossible d'afficher le graphique qui aurait dû être présenté ici.

Statistiques selon Internet World Stats :
| Année | Internautes | Population | % Population |
| ----- | ----------- | ---------- | ------------ |
| 2000  | 8 500 000   | 58 879 000 | 14,4 %       |
| 2004  | 24 848 009  | 60 293 927 | 41,2 %       |
| 2006  | 30 837 595  | 61 350 009 | 50,3 %       |
| 2007  | 32 925 953  | 61 350 009 | 53,7 %       |
| 2008  | 36 153 327  | 62 177 676 | 58,1 %       |
| 2010  | 44 625 300  | 64 768 389 | 68,9 %       |
| 2015  | 55 429 382  | 66 132 169 | 83,8 %       |
| 2017  | 60 421 689  | 65 233 271 | 92,6 %       |

Statistiques selon l'Union internationale des télécommunications :
| Année | 2004  | 2005  | 2006  | 2007  | 2008  | 2009  | 2010  | 2011  | 2012  | 2013  | 2014  |
| %     | 39,15 | 42,87 | 46,87 | 66,09 | 70,68 | 71,58 | 77,28 | 77,82 | 81,44 | 81,92 | 83,75 |

### Les enfants et Internet en France
Les enfants de 6 à 13 ans sont de plus en plus connectés et équipés d’outils numériques. Par exemple en 2011, 34 % avaient une adresse électronique et 32 % utilisaient la messagerie instantanée, 4 % ayant un compte Twitter et 18 % ayant un compte Facebook (en dépit d'un âge légal de 13 ans). 18 % des 6-13 ans avaient un ordinateur, 55 % disposaient d'au moins une console de jeu vidéo (et 83 % des 10-13 ans). 51 % avaient un lecteur mp3 et 23 % un téléphone mobile (5 % avaient un smartphone). Un quart des parents (24 %) se juge préoccupé par le temps passé à utiliser des produits électroniques (3 h 14 par jour en moyenne ou 22 h 38 par semaine). 24 % des enfants passent plus de 2h/jour sur leur netbooks et 16 % des jeunes possesseurs de smartphone l'utilisent de 1 à 2h/jour.

## Les zones blanches en France
Le nombre de foyers inéligibles à l'ADSL est estimé en France à 500 000. Diverses technologies permettent aujourd'hui de disposer d'Internet par d'autres moyens, dont l'Internet par satellite.
Pour réduire cette fracture numérique, de nombreux départements ou l’État choisissent de subventionner,, l'accès Internet par satellite ou de déployer des réseaux radio, dont le Wimax.
L'État a fait le choix également de subventionner quelques opérateurs privés afin de leur permettre de déployer de la fibre optique sur le territoire national. D'autres démarches d'aménagement numérique du territoire s'appuyant sur des principes de mutualisation, tels que proposés par Olivier Zablocki, n'ont pas été soutenues.

## Fournisseurs d'accès à Internet
Sur plus de 25 millions d'abonnés, les principaux fournisseurs d'accès à Internet (FAI) en France sont :
- Orange : 40 % de parts de marché, soit 10,354 millions d'abonnés au 31 décembre 2014.
- Free (groupe Iliad) (comprenant aussi Alice ADSL) : 5,868 millions d'abonnés.
- SFR-Numericable : 6,577 millions d'abonnés.
- Bouygues Telecom (groupe Bouygues) : 2,428 millions d'abonnés.
- Autres (Alsatis, Nordnet, OVH Télécom, Prixtel, Budget Telecom, Coriolis Télécom, Virgin Mobile, Vivéole, FDN, Nerim, Magic OnLine…) : 6,57 % soit 1,27 million d'abonnés.

Le contexte légal permet en France à des associations de se constituer en fournisseur d'accès associatifs. Il existe ainsi plus d'une dizaine de FAI associatifs en France dont le principal est French Data Network et une fédération de fournisseurs d'accès internet associatifs : la Fédération FDN.
| Pour des raisons techniques, il est temporairement impossible d'afficher le graphique qui aurait dû être présenté ici. |
| Source ARIASE, pour la France entre 2014 et 2016.                                                                      |

## Réduction de la fracture numérique
Depuis 2013, les gouvernements successifs ont compris l'intérêt de réduire la fracture numérique en France et ont mis en place un plan détaillé ici : Plan France Très Haut Débit.

## Usages

### Média social
Pour des raisons techniques, il est temporairement impossible d'afficher le graphique qui aurait dû être présenté ici.

### Sites web les plus visités en France
| no | Nom               |
| -- | ----------------- |
| 1  | Google            |
| 2  | MSN/Windows Live  |
| 3  | Orange.fr         |
| 4  | Free              |
| 5  | Yahoo!            |
| 6  | PagesJaunes       |
| 7  | eBay              |
| 8  | Microsoft         |
| 9  | L'Internaute      |
| 10 | Wikipédia         |
| 11 | YouTube           |
| 12 | Voila             |
| 13 | Fnac              |
| 14 | Mappy             |
| 15 | Dailymotion       |
| 16 | Amazon            |
| 17 | Skyrock.com       |
| 18 | PriceMinister     |
| 19 | La Redoute        |
| 20 | Cdiscount         |
| 21 | 01net             |
| 22 | Comment ça marche |
| 23 | Aufeminin         |
| 24 | Voyages-sncf.com  |
| 25 | Allociné          |
| 26 | Alice.fr          |
| 27 | OverBlog          |
| 28 | Doctissimo        |
| 29 | Blogger           |
| 30 | Pixmania          |

| no | URL               |
| -- | ----------------- |
| 1  | Google.fr         |
| 2  | Facebook          |
| 3  | Live.com          |
| 4  | YouTube           |
| 5  | Google.com        |
| 6  | MSN.com           |
| 7  | Skyrock.com       |
| 8  | Orange.fr         |
| 9  | Yahoo!            |
| 10 | Free.fr           |
| 11 | Le Bon Coin       |
| 12 | Wikipédia         |
| 13 | eBay              |
| 14 | Dailymotion       |
| 15 | SFR.fr            |
| 16 | Comment ça marche |
| 17 | Bing              |
| 18 | Blogger           |
| 19 | L'Internaute      |
| 20 | Jeuxvideo.com     |
| 21 | OverBlog          |
| 22 | Pages Jaunes      |
| 23 | Allociné          |
| 24 | PriceMinister     |
| 25 | Deezer            |
| 26 | La Redoute        |
| 27 | Vente-privee.com  |
| 28 | L'Équipe          |
| 29 | Cdiscount         |

| no | URL               |
| -- | ----------------- |
| 1  | Google.fr         |
| 2  | Facebook          |
| 3  | Google.com        |
| 4  | YouTube           |
| 5  | Yahoo!            |
| 6  | Windows Live      |
| 7  | Wikipédia         |
| 8  | Orange.fr         |
| 9  | Le Bon Coin       |
| 10 | Free.fr           |
| 11 | Blogger           |
| 12 | Amazon            |
| 13 | eBay              |
| 14 | Twitter           |
| 15 | Comment ça marche |
| 16 | LinkedIn          |
| 17 | MSN.com           |
| 18 | Dailymotion       |
| 19 | Viadeo            |
| 20 | OverBlog          |
| 21 | Megaupload        |
| 22 | Le Monde.fr       |
| 23 | PagesJaunes       |
| 24 | SFR.fr            |
| 25 | Allociné          |
| 26 | L'Équipe          |
| 27 | La Redoute        |
| 28 | t.co : Twitter    |
| 29 | Programme-tv.net  |

| no | URL               |
| -- | ----------------- |
| 1  | Google.fr         |
| 2  | Google.com        |
| 3  | Facebook          |
| 4  | YouTube           |
| 5  | Wikipedia.org     |
| 6  | Le Bon Coin       |
| 7  | Amazon            |
| 8  | Yahoo!            |
| 9  | Orange.fr         |
| 10 | Free.fr           |
| 11 | Live.com          |
| 12 | LinkedIn          |
| 13 | eBay              |
| 14 | Twitter           |
| 15 | Comment ça marche |
| 16 | Le Monde          |
| 17 | Tumblr.com        |
| 18 | Allociné          |
| 19 | SFR.fr            |
| 20 | Jeuxvideo.com     |
| 21 | WordPress.com     |
| 22 | L'Équipe          |
| 23 | Le Figaro         |
| 24 | Dailymotion       |
| 25 | PagesJaunes       |
| 26 | Météo France      |
| 27 | xHamster          |
| 28 | OverBlog          |

| no | URL                 |
| -- | ------------------- |
| 1  | Google.fr           |
| 2  | Facebook            |
| 3  | Google.com          |
| 4  | YouTube             |
| 5  | Amazon              |
| 6  | Le Bon Coin         |
| 7  | Yahoo!              |
| 8  | Orange.fr           |
| 9  | Wikipédia           |
| 10 | Live.com            |
| 11 | Twitter             |
| 12 | Free.fr             |
| 13 | eBay                |
| 14 | Bing                |
| 15 | LinkedIn            |
| 16 | Cdiscount           |
| 17 | MSN.com             |
| 18 | Le Figaro           |
| 19 | PagesJaunes         |
| 20 | L'Équipe            |
| 21 | SFR.fr              |
| 22 | t.co : Twitter      |
| 23 | Le Monde            |
| 24 | Pôle emploi         |
| 25 | Allociné            |
| 26 | Comment ça marche   |
| 27 | Crédit agricole     |
| 28 | Zone Téléchargement |
| 29 | La Banque postale   |
| 30 | Programme-tv.net    |

| no | URL                 |
| -- | ------------------- |
| 1  | Google.fr           |
| 2  | YouTube             |
| 3  | Google.com          |
| 4  | Facebook            |
| 5  | Wikipédia           |
| 6  | Le Bon Coin         |
| 7  | Amazon              |
| 8  | Yahoo.com           |
| 9  | Live.com            |
| 10 | Orange.fr           |
| 11 | Twitter             |
| 12 | LinkedIn            |
| 13 | Zone Téléchargement |
| 14 | Free.fr             |
| 15 | Instagram           |
| 16 | Le Monde            |
| 17 | Cdiscount           |
| 18 | t.co : Twitter      |
| 19 | eBay                |
| 20 | Le Figaro           |
| 21 | MSN.com             |
| 22 | Buzzfil.net         |
| 23 | Bing                |
| 24 | SFR.fr              |
| 25 | Pôle emploi         |
| 26 | Comment ça marche   |
| 27 | Allociné            |
| 28 | L'Équipe            |
| 29 | Jeuxvideo.com       |
| 30 | Dl-protect.com      |

Les entrées manifestement incorrectes, dues à des adwares dont la distribution est possiblement corrélée avec la barre d'outils Alexa, ont été supprimées du classement.
En 2022, 54 % du trafic internet français provient de 5 entreprises : Netflix, Google, Akamai, Meta et Amazon. Cette donnée est tirée du rapport annuel de l'Arcep sur l'état de l'Internet en France publié le 4 juillet 2023,.

## Navigateurs web
Le navigateur le plus utilisé était Internet Explorer quand Microsoft l'avait installé en standard dans Windows 98 ; ce qui a contribué à torpiller le navigateur dominant de l'époque : Netscape Navigator (payant à cette époque, jusqu'à sa version 4 incluse).
Puis, de plus en plus d'internautes ont choisi un autre navigateur tel que Chrome, Opera ou Mozilla Firefox. Les utilisateurs de macOS utilisent principalement le navigateur Safari (intégré à leur OS), mais d'autres navigateurs existent sur cette plateforme.

## Internet mobile
En 2018, chaque jour, 24,3 millions d'utilisateurs consultent internet sur un smartphone, tandis que 32,7 millions utilisent quotidiennement des applications mobiles. Les sites internet consultés sur mobile sont à 12 % des portails généralistes, à 9 % des réseaux sociaux et à 8 % des sites d'actualités.

## Noms de domaines
C'est l'Afnic qui est responsable des noms de domaines en .fr (France), .re (île de La Réunion) et .pm (Saint-Pierre-et-Miquelon).
D'autres noms de domaines existent, tels que .bzh pour la Bretagne, .gf, pour la Guyane, .nc pour la Nouvelle-Calédonie, .mq pour la Martinique, .yt pour Mayotte, .pf pour la Polynésie française, .gp pour la Guadeloupe, .tf pour les Terres australes et antarctiques françaises ou encore .eu pour l'Union européenne.

## Censure et surveillance
Cette mesure est permise par certaines lois comme la LCEN ou la LOPPSI 2. La liste des sites web censurés n'est pas connue du public français.
L'importance de la censure d'Internet en France a conduit certaines ONG comme Freedom House à classer la France parmi les pays où la liberté sur Internet a le plus reculé ou encore Reporters sans frontières qui place la France comme un des pays sous surveillance.